# Rixensart
Rixensart (in vallone Ricsinsåt) è un comune di lingua francese del Belgio situato nella Regione Vallonia nella provincia del Brabante Vallone.
Comprende le località di Genval, Rixensart e Rosières.

## Storia
Oggi fortemente urbanizzata, l'entità di Rixensart fu, per secoli, una contrada rurale e agricola. Le prime tracce di occupazione del territorio risalgono alla preistoria. Sono attestate da tombe che sussistono nei boschi di Mérode et da resti neolitici scoperti a Genval alla fine del secolo scorso.
Il tessuto stradale ha mantenuto il ricordo delle antiche vie tracciate sia dagli abitanti locali che dai pellegrini, mercanti ed eserciti che solcarono queste strade lungo tutta la storia. Questo è il caso dell'Avenue Gavaert, prolungamento del celebre cammino di Waterloo, per prosegue per la Verte Voie col nome evocatore di Vecchio Cammino di Nivelles, al confine sud del comune, che vide passare i soldati di Blücher il 18 giugno 1815.
È solamente nel XII e XIII secolo che appaiono le prime tracce di un abitato permanente. Una popolazione sedentaria si stabilisce poco a poco nella zona. Vengono creati i villaggi di Genval, Rixensart e Rosières, in prossimità delle rispettive chiese o castelli. Fino alla metà del XIX secolo, alcune grandi fattorie e numerose piccole aziende sono concentrate sulle attività agricole e forestali. La creazione della linea ferroviaria tra Bruxelles e Lussemburgo e lo sviluppo industriale trasformano progressivamente le caratteristiche del territorio.
A partire dal 1870, la creazione dei "treni operai" permette ai lavoratori di spostarsi a Bruxelles in giornata. Un po' più tardi, alcune linee di tram facilitano la circolazione fino alle più profonde campagne.
Attirati dal costo più contenuto dell'abitazione e dei terreni, molti impiegati e benestanti si impiantano nel comune, è l'inizio di un'urbanizzaizione che fino ad oggi, rosicchierà poco a poco le terre agricole ma anche una parte importante di foresta. In poco più di un secolo, la popolazione passa così da 3 377 abitanti nel 1876 a 20 616 nel 1988, mentre l'agricoltura occupa solamente il 13% della superficie territoriale.
Dalla fusione dei comuni, nel 1977, Genval, Rixensart e Rosières formano un'unica entità. Fino a questa data, tuttavia, ciascuna località ha vissuto la sua propria storia di cui numerose testimonianze caratterizzano il paesaggio attuale.